# Scudo francese moderno

Schema di uno scudo sannitico di proporzioni 7:8

Lo scudo francese moderno, detto anche scudo sannitico, è uno scudo di forma rettangolare i cui angoli inferiori sono arrotondati da archi di cerchio con raggio di mezzo modulo. Secondo alcuni autori esso è normalmente alto 8 moduli e largo 7, come lo scudo banderese, mentre altri riportano la misura di 9 moduli di altezza per 7 di larghezza. Il centro del lato inferiore è munito di una punta formata da due archi di cerchio anch'essi di mezzo modulo di raggio. 

Costruzione dello scudo sannitico di proporzioni 7:9

Tale scudo è di uso frequente anche nell'araldica spagnola insieme con lo scudo spagnolo: alcuni autori, come il Marchese di Avilés, riportano la proporzione di 6 moduli di altezza per 5 di larghezza come standard spagnolo.
Lo scudo sannitico è stato adottato come supporto ufficiale nell'araldica civica e militare italiana e in questo caso deve mantenere una proporzione di 7 moduli di larghezza per 9 moduli di altezza.

Scudo sannitico di proporzioni 7:9 per araldica civica e militare italiana
Scudo sannitico in uno stemma comunale.
Scudo sannitico in uno stemma provinciale
Scudo sannitico in uno stemma regionale